# Баканов, Павел Фёдорович
Бака́нов Па́вел Фёдорович (25 января, 1906, Баку, Бакинская губерния, Российская империя, — 19 мая, 1989, Москва, РСФСР) — советский строитель-металлург, руководитель строительства промышленных объектов и металлургических предприятий, Заслуженный строитель РСФСР (1981).

## Биография

### Ранние годы
Павел Фёдорович Баканов родился 25 января 1906 года в Баку, Бакинская губерния, Российская империя, Нобелевский городок, селение Сабунчи в многодетной семье строительного десятника. Отец был строитель на нефтепромыслах, мать домохозяйка.
После окончания в 1924 году средней школы поступил в Азербайджанский политехнический институт, который закончил в 1930 году и получил звание инженера-строителя.

### 1930-е
В 1930 году уехал на Урал на строительство второй угольно-металлургической базы страны, где работал в Челябинске на строительстве завода им. Колющенко в качестве помощника прораба и начальника участка с октября 1930 года по июнь 1932 года.
После передачи достроенного завода им. Колющенко в эксплуатацию, переехал на строительство завода «Электросталь», где работал с сентября 1932 года по момент эвакуации в октябре 1941 года в ОКСе завода в должностях — инженера — инспектора, зав. строительной секции проектного отдела, зам. начальника проектного отдела, а с января 1937 года в должности главного инженера ОКСа.
В 1932—1941 годах Баканов П.Ф. был одним из организаторов впервые создаваемого в СССР на базе завода «Электросталь» электроплавильного производства и штамповочных цехов для авиационных моторов. Благодаря Баканову П.Ф. завод был включен в группу особоважных предприятий страны, что привело в ускорению строительства. За этот период на заводе были построены 11 электропечей, малый блюминг, станы, штамповочные молоты, ковочные молоты. В 1937—1940 годах был построен специальный блок цехов в составе 8 производственных корпусов для увеличения выпуска штампованных деталей авиамоторов. Выплавка электрометалла на заводе «Электросталь» в эти годы возросла с 45 тыс. тонн в 1932 до 310 тыс. тонн в 1941 году, выпуск штамповочных деталей авиамоторов вырос в несколько раз. Таким образом, к 1941 году первый в СССР электросталеплавильный завод «Электросталь» превратился в самый крупный в Европе завод, производящий все виды высококачественного металла и поковки для производства авиадвигателей .

### Военные годы 1941—1945
По решению партии и правительства лучшее и самое мощное оборудование эвакуировалось на Урал. С ноября 1941 года по январь 1944 года Баканов руководил вводом в эксплуатацию эвакуированного оборудования в Чебаркуле. Восстановление комплексов штамповочных цехов № 1 и № 20 проводилась в условиях суровой зимы 40—45 градусов мороза, необходимости вырубки леса для установки цехов, отсутствия нормального жилья, отсутствия электроэнергии, работы в три смены.
За восстановление завода на Урале и обеспечение нужд фронта боевой продукцией награждён орденом Красной звезды ,  орденом Трудового Красного Знамени и медалью «За трудовую доблесть» .
В связи с освобождением Донецка для руководства восстановительными работами хозспсобом на Донецком металлургическом заводе направлен приказом министерства Донецк, где занимался восстановлением и реконструкцией завода с января 1944 до февраля 1946 в качестве главного инженера УКСа. В этот период было восстановлено две доменные печи (из 4-х), 4 мартена (из 8-ми), два прокатных стана и соответствующее вспомогательное хозяйство .
В 1946 году передал ведение работ хозспособом с персоналом для продолжения работ местной подрядной организации и вернулся на завод «Электросталь».

### Послевоенные годы
В связи с передачей работ в Донецке приказом министерства Чёрной металлургии Баканов П. Ф. переведён на завод «Электросталь».
В связи с эвакуацией во время начала Великой Отечественной войны было вывезено большая часть оборудования с завода «Электросталь» на Урал и в первую послевоенную пятилетку (1946—1950) за счёт использования трофейного оборудования Бакакнов П.Ф. руководил работами по восстановлению мощности производства, устранению узких мест и диспропорций, в частности были подготовлены 2 электропечи по 20 тонн, переделана печь с 3 тонн на 5 тонн, подготовлены дополнительные молота, восстановлено соответствующее общезаводское хозяйство, построены капитальные жилые дома и другое. Образована пусковая группа нового поколения, именуемая прокатным цехом №2 с пуском плавильной части СПЦ №3 
В последующие годы на заводе по решению правительства создавались комплексы цехов: по выпуску прецизионного металла, по увеличению выпуска полуфабриката из жаропрочных металлов, по выпуску вакуумных металлов, где Баканов П.Ф. принимал непосредственное участие в качестве заместителя директора завода до октября 1968 года и в качестве главного инженера УКС до января 1970 года, а также при строительстве жилья и организации жилищного строительства, так называемым «Народным методом».
За обеспечение высокой технологии изготовления жаропрочных сплавов Баканов П.Ф. был награждён значком Ту-104 и удостоверением на право ношения от авиаконструктора А. Н. Туполева «в знак совместной работы по созданию первого в СССР реактивного лайнера Ту-104».
В 1981 году Павлу Фёдоровичу присвоили почётное звание «Заслуженный строитель РСФСР». Через пять лет, в 1986-м, он был отмечен высшей заводской наградой, став лауреатом премии им. И.Ф. Тевосяна .
Баканова знали и как депутата – шесть раз он избирался в Электростальский горсовет .
В январе 1970 года в связи с выходом на пенсию продолжал трудиться на должности старшего инженера УКС завода «Электросталь», по надзору за строительством промышленных объектов . В общей сложности отдал заводу «Электросталь» более 50 лет своей жизни .
За последние 10 лет жизни подавал рацпредложения по капитальному строительству завода «Электросталь», экономический эффект предложений превышает 100 тысяч советских рублей, они приняты и внедрены в производство .

### Уход из жизни
В 1989 году был обнаружен рак желудка и кишечника, в результате чего 19 мая 1989 года скончался. Похоронен в Москве на Введенском кладбище уч. 21.

## Семья
Жена (1930—1982) — Баканова (Стрыхарь) Евгения Ивановна .
Воспитал 2-х детей, сына - Константина и дочь- Татьяну .

## Награды и премии
- Орден Красной Звезды (1943)[1][5]
- Орден Трудового Красного знамени (1943)[1]
- Медаль «За трудовую доблесть» (1943)[1]
- Медаль «За доблестный труд в Великой Отечественной войне 1941—1945 гг.»
- Медаль «Ветеран труда»
- Значок «Отличник Соревнований РСФРС»
- Значок «Отличник Соревнований Чёрной Металлургии»
- Заслуженный строитель РСФСР (1981)
- Значок Ту-104 и удостоверение на право ношения от авиаконструктора А. Н. Туполева «в знак совместной работы по созданию первого в СССР реактивного лайнера Ту-104»[1]
- Лауреат премии им. И. Ф. Тевасяна" (1986)[4]